# Lindemann (hudební skupina)
Lindemann byl hudební projekt zpěváka Tilla Lindemanna z německé kapely Rammstein a Petera Tägtgrena ze švédské deathmetalové kapely Hypocrisy. Žánrově se kapela řadí k industriálnímu či alternativnímu metalu. Svými texty a videoklipy je projekt považován za kontroverzní.
Doposud byla představena dvě studiová alba. Skills in Pills bylo vydáno 19. června 2015, album F & M  pak vyšlo 22. listopadu 2019. První deska obsahuje texty v angličtině, druhá je zpívána německy.
V únoru 2020 se skupina vydala na turné, v jehož rámci navštívila i Českou republiku. V Praze Lindemann odehrál svůj koncert v pondělí 10. února 2020 ve 20:00 v O2 Universum. Koncert byl nepřístupný osobám mladším 18 let.
Dne 13. listopadu 2020 bylo oznámeno, že Till a Peter ukončili spolupráci na projektu „Lindemann“.
Till Lindemann nyní pokračuje pod svým jménem. Jako Till Lindemann vydal 1. 6. 2021 singl Ich hasse Kinder. 8. 9. 2023 vyšel singl Zunge a s tím bylo potvrzeno i nové album Zunge, které vyšlo 3. 11. 2023. Před vydáním vyšly 29. 9. tři další singly Nass, Schweiß a Lecker.

## Diskografie

### Studiová alba
- Skills in Pills (2015)
- F & M (2019)

### Singly
- „Praise Abort“ (2015)
- „Fish On“ (2015)
- „Mathematik“ (2018)
- „Steh auf“ (2019)
- „Ich weiß es nicht“ (2019)
- „Knebel“ (2019)
- „Frau und Mann“ (2019)
- „Platz Eins“ (2020)